# Индустријска зона Понте деле Таволе (Фрозиноне)
Индустријска зона Понте деле Таволе је насеље у Италији у округу Фрозиноне, региону Лацио.
Према процени из 2011. у насељу је живело 22 становника. Насеље се налази на надморској висини од 226 м.